# In der Striet bei Vöckelsbach
Das Naturschutzgebiet In der Striet bei Vöckelsbach  liegt auf dem Gebiet der Gemeinde Mörlenbach im Landkreis Bergstraße in Südhessen.

## Lage
Das Schutzgebiet „In der Striet“ liegt mitten im Odenwald südlich von Vöckelsbach und gehört zum Naturraum „Eichelberg-Odenwald“. Das Gebiet befindet sich am südlichen Rand der Mörlenbacher Gemarkung und grenzt im Osten an Mackenheim und Ober-Abtsteinach. Es liegt am Fuß des Götzensteins.
Das NSG umfasst den Quellbereich des Vöckelsbachs (Zufluss des Mörlenbachs) und zweier unbenannter Quellbäche; am nördlichen Ausgang des Schutzgebiets münden die Bäche in den Försterteich. Aus dem Försterteich verlässt der Vöckelsbach Wald und NSG und mäandert entlang des Waldrands nach Norden.
Das Schutzgebiet liegt im Geo-Naturpark Bergstraße-Odenwald. Der Bachlauf des Vöckelsbachs gehört vollständig zum FFH-Gebiet „Oberlauf der Weschnitz und Nebenbäche“.

## Naturschutzgebiet
Das NSG In der Striet bei Vöckelsbach  mit einer Größe von etwa 4,79 Hektar wurde am 30. November 1988 unter der Kennung 1431014 unter Naturschutz gestellt.
Das Schutzgebiet dient der Sicherung einer ehemaligen Waldwiese, die durch Sukzession vollständig verbuscht ist. Der Schutz gilt einem Biotopkomplex mit Ried, Schilf, Gebüsch, Erlensumpf- und Bachauenwald im Quellbereich des Vöckelsbachs. Zum Schutzbereich gehört der angrenzende Laubmischwald mit zahlreichen bestandsgefährdeten Tier- und Pflanzenarten.

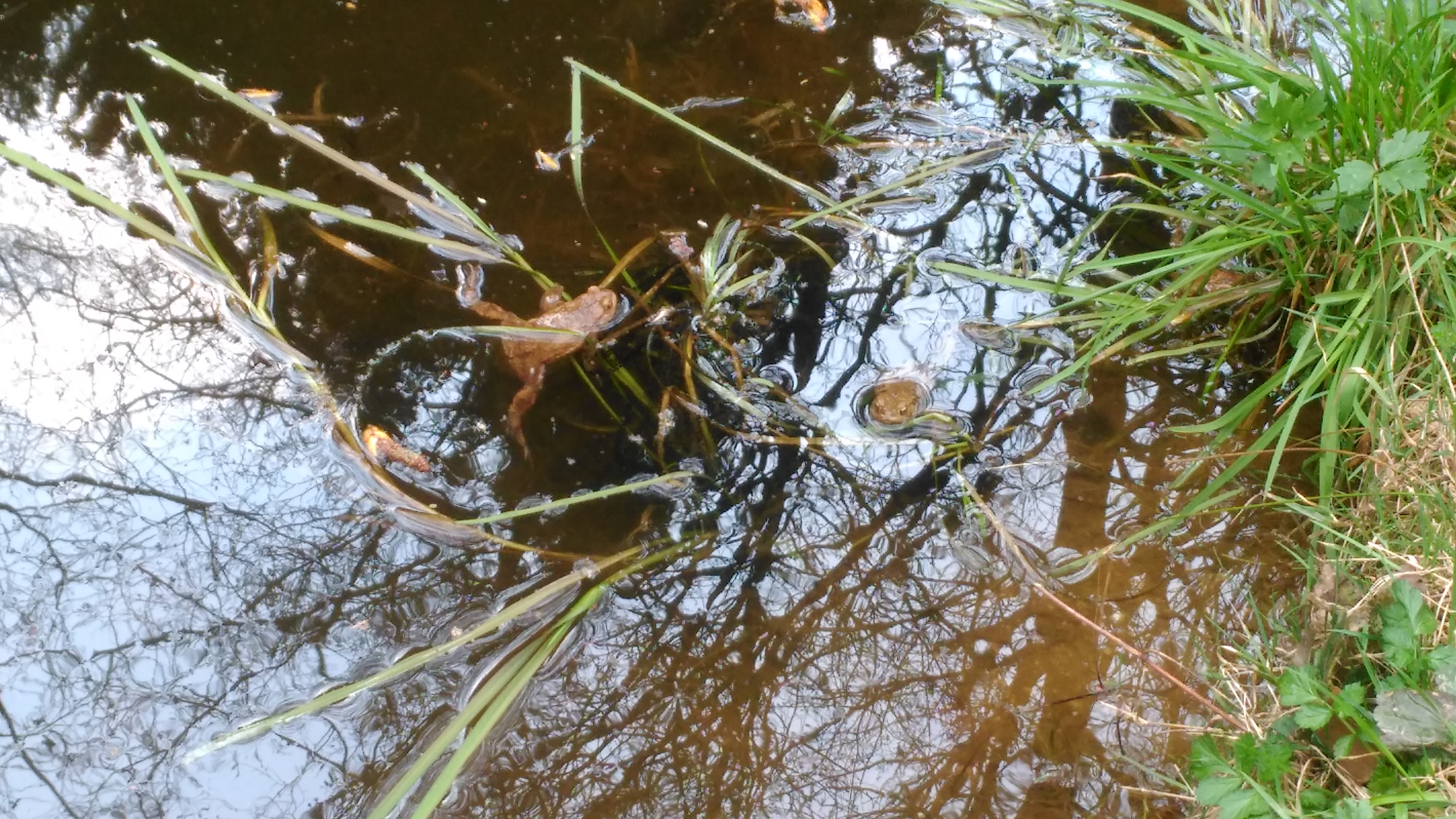
Amphibien am Försterteich (2017)
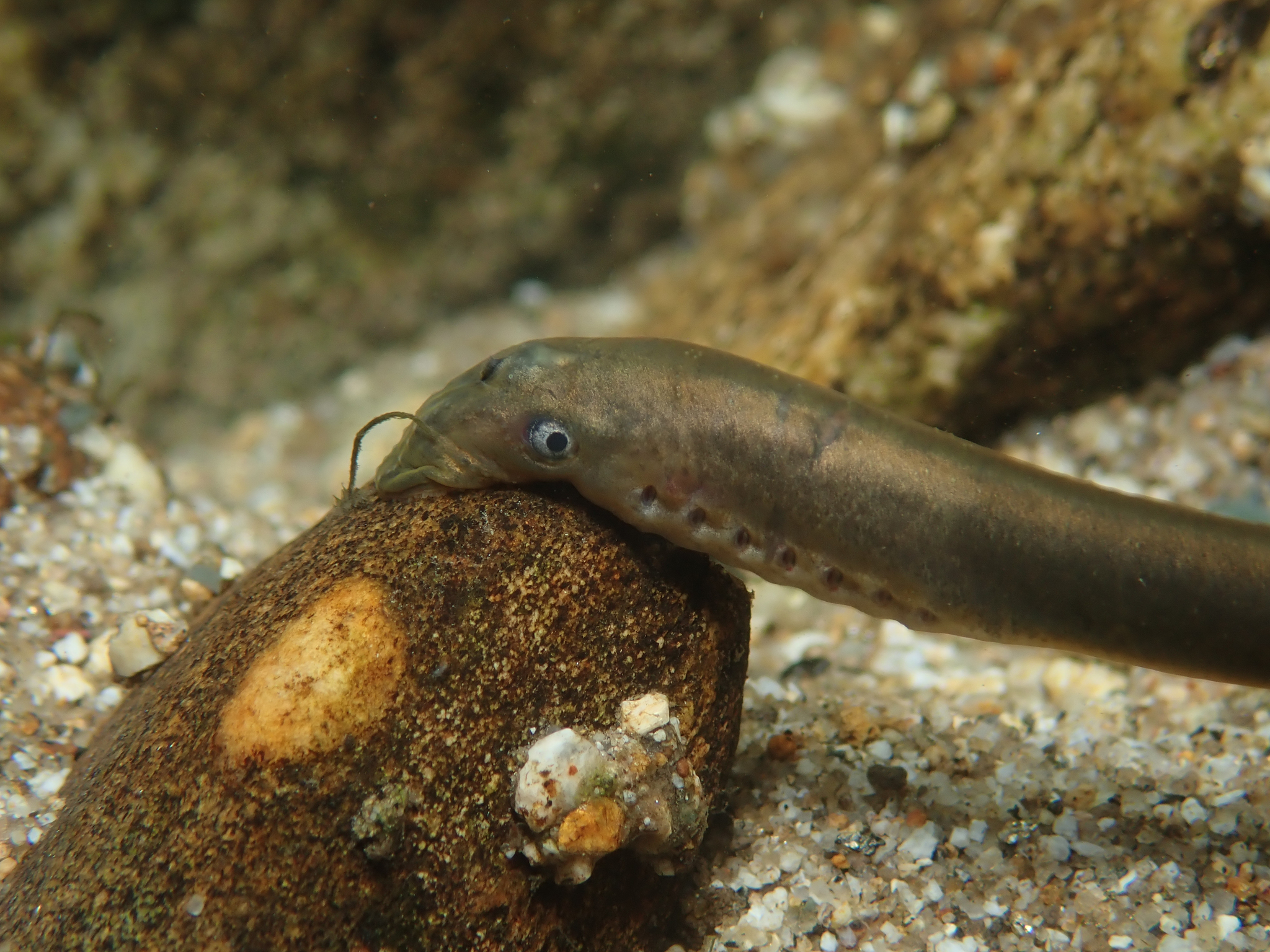
Bachneunauge an einem Kiesel
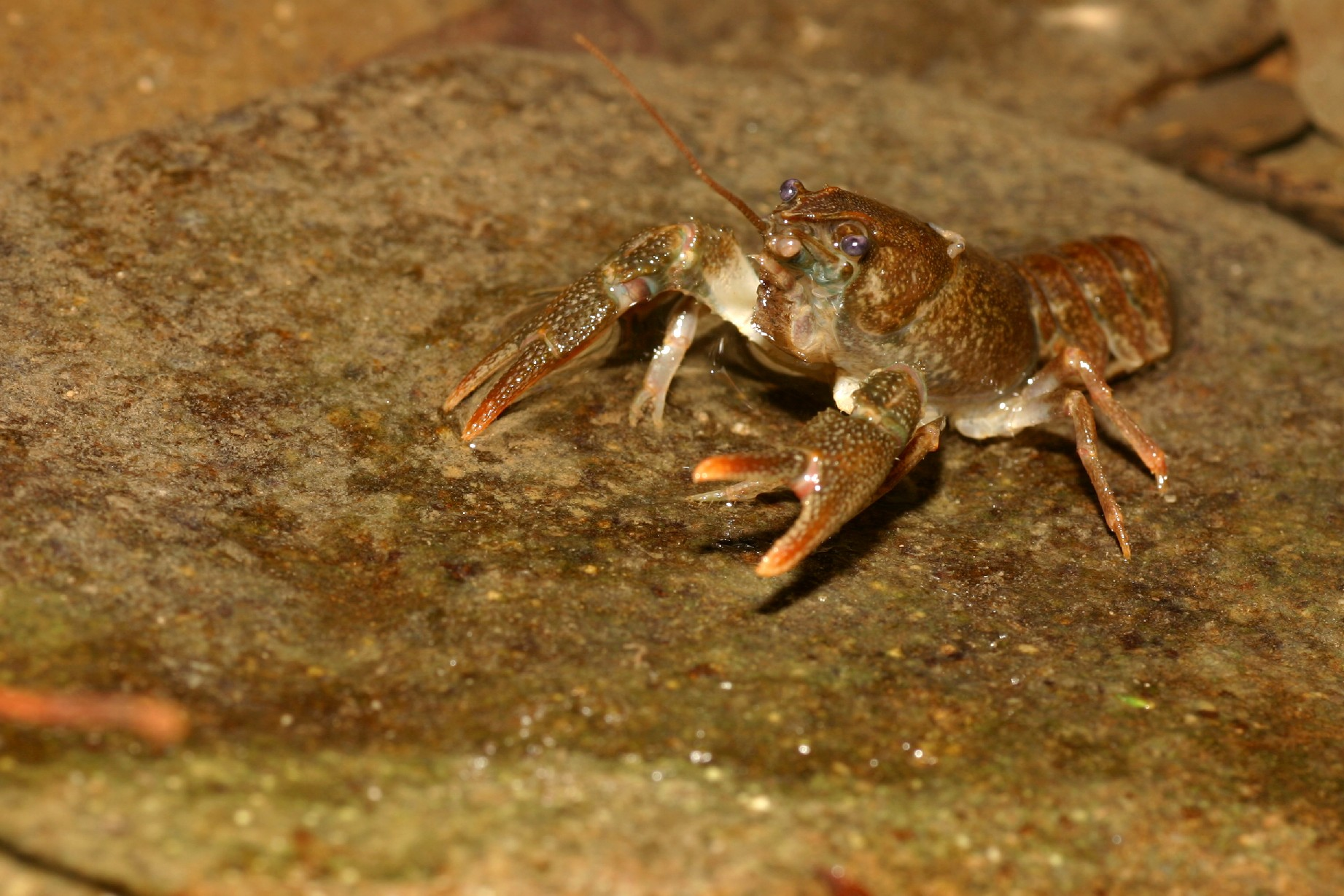
Steinkrebs